# علم الولايات المتحدة

علم الولايات المتحدة

علم الولايات المتحدة هو علم الولايات المتحدة الأمريكية. يضم 13 خطا أحمر وأبيض ترمز إلى عدد المستعمرات البريطانية الثلاثة عشر عند إعلان الاستقلال الأمريكي عن مملكة بريطانيا العظمى بتاريخ 4 تموز (يوليو) سنة 1776 والتي أصبحت أول 13 ولاية بالولايات المتحدة الأمريكية، مع مربع أزرق يضم 50 نجمة بيضاء ترمز إلى عدد الولايات الأمريكية ويسمى هذا المربع بمربع الاتحاد.

## القياسات
يوجد نسب وقياسات محددة من قبل الكونغرس ووضعت دستور الولايات المتحدة وقوانين أخرى لتصميم العلم وهذه القياسات هي كالتالي:
- الطول == A == 1.0
- العرض == 1.9 == B

- طول المربع الأزرق (مربع الأتحاد) == 0.5385 == C
- عرض المربع الأزرق (مربع الأتحاد) == D == 0.76
- E == F == 0.0538
- G == H == 0.0633
- قطر النجمة == K == 0.0616

و يتم تغير العلم بإضافة نجمة أو أكثر بحسب عدد الولايات المنضمة إلى الاتحاد.

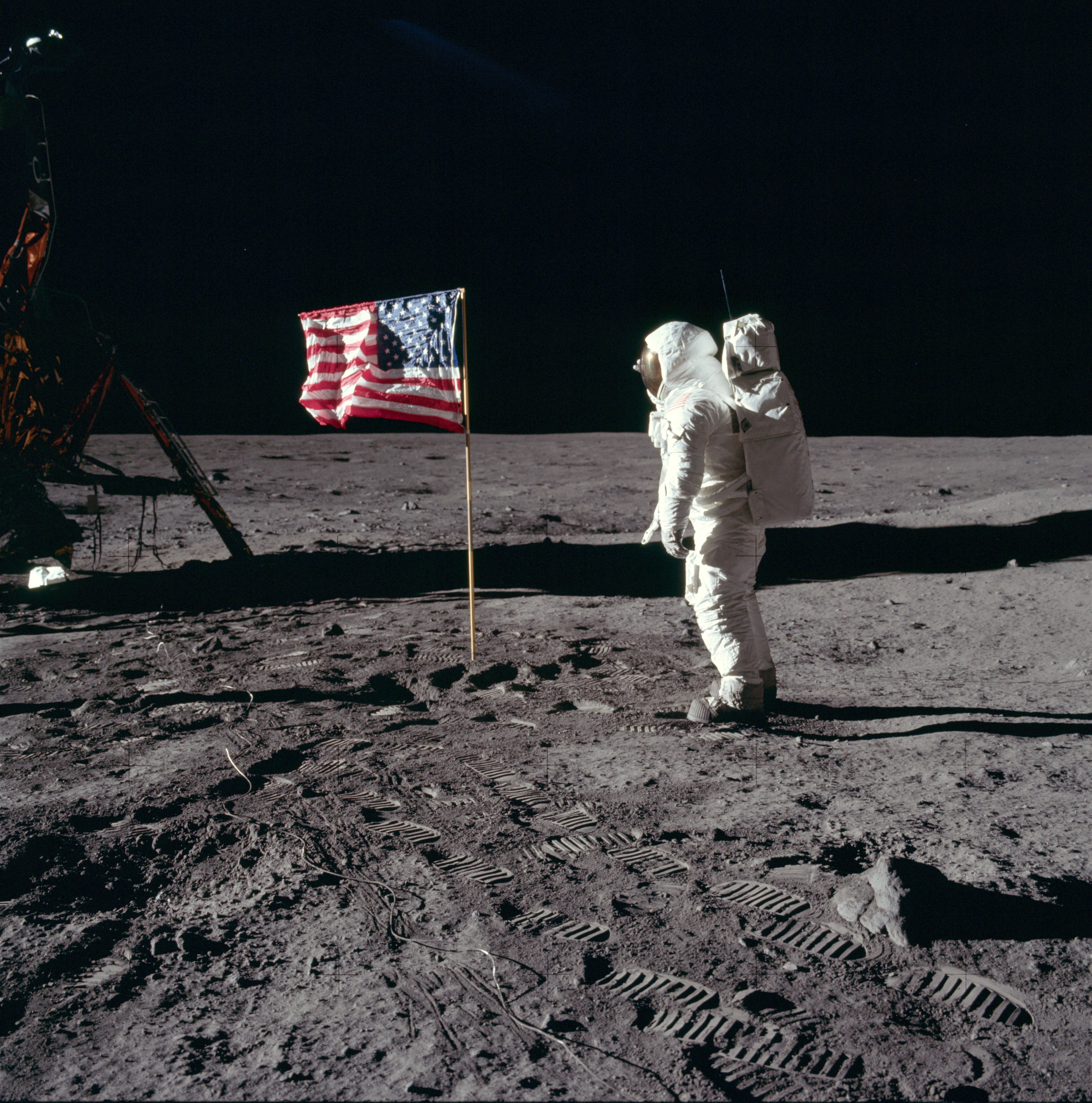
العلم الأمريكي هو أول علم يوضع على سطح القمر

## الرمزية
خلال الحرب الأهلية الأمريكية مثل هذا العلم الوطنية الأمريكية ضد المطالبين بانسحاب ولايات الجنوب حيث أنه أصبح الرمز الوطني الوحيد بعد أن فاز أبراهام لينكولن وقاد الولايات إلى الوحدة. ويستخدم هذا العلم ليس فقط في البنايات الرسمية بل على الممتلكات الخاصة مثل المنازل والمحال التجارية وكملصقات السيارات وعلى الملابس.

## طريقة الاستعمال
يرفع العلم في البنايات الرسمية وبنايات الدولة على مدار السنة، ويوجد أيضاً الكثير من الممتلكات الخاصة والمنازل التي ترفع العلم باستمرار. ويرفع في الأعياد الوطنية مثل يوم الاستقلال ويوم الذكرى ويوم الرؤساء ويوم المحاربين القدامى ويوم العلم. وفي كل من هذه الأعياد يكون العلم الأمريكي منتشراً على كل البنايات وعلى الملابس وفي التلفاز وفي كل مكان احتفالاً ببطولة الشهداء الذين ضحوا للولايات المتحدة الأمريكية واحتراماً لهم. وأيضاً احتفالاً وفخراً بالانتصارات الأمريكية على مدى التاريخ.

### ملصقات على السيارات
عند وضع ملصق للعلم على السيارات يجب وضع المربع الأزرق أو الاتحاد إلى الأمام بحيث يبدو العلم كأنه يرفرف عندما تكون السيارة بحركة إلى الأمام.

### على اللباس الرسمي
يوضع العلم في لباس القوات المسلحة الأمريكية على اليد اليمنى للجنود على أن يكون المربع الأزرق أو الاتحاد إلى الأمام. ولكن منظمات أخرى تضع الخطوط قبل المربع الأزرق.

### على المركبات الفضائية وبدلة الفضاء
تم وضع العلم الأمريكي على كل مكوك فضاء وعلى كل بذلة فضاء تابعة لناسا حيث يوضع على المكوك بشكل كبير وبارز. أما بالنسبة لبذلة الفضاء فإن العلم يوضع على الكتف اليسرى لرائد ورائدة الفضاء ما عدا رواد فضاء أبولو 1 التي وضع العلم فيها على الجهة اليمنى لكي تظهر على التلفاز. ويذكر أن العلم الأمريكي هو أول علم يوضع على سطح القمر وفي الفضاء سنة 1969.

### الزينة
يتم تزيين العلم، في بعض المرات، باللون الذهبي حوله في الاطراف والهوامش وهذا ليس ضد ميثاق احترام العلم بل مسموح بوضعه أو بوضع نسر ذهبي فوق سارية العلم.

## قبل انضمام ألاسكا وهاواي
عندما أعلن أن الاسكا وهاواي مرشحتان للدخول بالأتحاد تم تقديم 1500 تصميم مقترح إلى الرئيس دوايت أيزنهاور. وكان من بين هذه التصاميم ثلاثة تصاميم مشابهة للعلم الحالي الذي تم تبنيه بعد ذلك ويقال بأن التصميم الحالي تم تقديمه من أحد فروع الجيش الأمريكي. وأيضاً أحد التصاميم التي تم اختيارها كان لطالب عمره 17 سنة صممه بنفسه بعد أن رفضت والدته مساعدته بالتصميم الذي كان مطلوباً منه كمشروع مدرسي وأخذ درجة -B أو ما يعادل 80% على أن تبدل الدرجة إذا تم اختياره. وبالفعل جرى اختيار تصميم ذلك الطالب.

## التاريخ

العلم الذي تم استخدامه لمدة سنة واحدة فقط

تم تغير العلم 26 مرة بسبب دخول ولايات جديدة منذ سنة 1777. حيث أن العلم ذو الـ48 نجمة تم استخدامه لمدة 47 سنة. بعدها تم إضافة ألاسكا وهاواي إلى الأتحاد فأمر الرئيس دوايت أيزنهاور بتبني العلم ذو الخمسين نجمة بتاريخ 21 أغسطس سنة 1959.
بعد استقلال المستعمرات المتحدة عن مملكة بريطانيا العظمى بقي استخدام العلم المؤقت لمدة سنة إلى أن تم إضافة العلم ذو 13 نجمة سنة 1777.

### العلم ذو 13 نجمة
بتاريخ 14 يونيو سنة 1777 تم تبني العلم الذي يوجد فيه 13 نجمة تمثل أول 13 ولاية بالولايات المتحدة الأمريكية. وحتي الآن يحتفل المواطنون يوم 14 يونيو بيوم العلم.

### قائمة الأعلام
تم تغير العلم الأمريكي بإضافة نجوم بعدد الولايات التي إنضمت إلى الاتحاد. وقد تم التغير 29 مرة لحد الآن وهناك إمكانية لإضافة نجوم أخرى إذا أضيفت بورتو ريكو أو الجزر العذراء الأمريكية أو غوام إلى الاتحاد رغماً عن أن بورتو ريكو أو الجزر العذراء الأمريكية أو غوام تابعة للولايات المتحدة الأمريكية والرئيس العام هو رئيس الولايات المتحدة ولكنهم ليسوا ولايات رسمياً.
| العلم | عدد النجوم | الولايات المنظمة | تاريخ الاستخدام               | مدة الاستخدام |
| ----- | ---------- | --- | ----------------------------- | ------------- |
|       | -          | - | 3 ديسمبر 1775 - 14 يونيو 1777 | سنة واحدة     |
|       | 13         | ديلاوير - بنسيلفانيا - نيو جيرسي - جورجيا - كونيتيكت - ماساتشوستس - ماريلاند - كارولاينا الجنوبية - نيوهامشير - فيرجينيا - نيويورك - كارولاينا الشمالية - رود آيلاند | 14 يونيو 1777 - 1 مايو 1795   | 18 سنة        |
|       | 15         | فيرمونت - كنتكي | 1 مايو 1795 - 3 يوليو 1818    | 23 سنة        |
|       | 20         | إنديانا - لويزيانا - ميسيسيبي - أوهايو - تينيسي | 4 يوليو 1818 - 3 يوليو 1819   | سنة واحدة     |
|       | 21         | إيلينوي | 4 يوليو 1819 - 3 يوليو 1819   | سنة واحدة     |
|       | 23         | ألاباما - مين | 4 يوليو 1820 - 3 يوليو 1820   | سنتين         |
|       | 24         | ميزوري | 4 يوليو 1820 - 3 يوليو 1836   | 14 سنة        |
|       | 25         | أركنساس | 4 يوليو 1845 - 3 يوليو 1837   | سنة واحدة     |
|       | 26         | ميشيغن | 4 يوليو 1837 - 3 يوليو 1845   | 8 سنوات       |
|       | 27         | فلوريدا | 4 يوليو 1845 - 3 يوليو 1846   | سنة واحدة     |
|       | 28         | تيكساس | 4 يوليو 1846 - 3 يوليو 1847   | سنة واحدة     |
|       | 29         | آيوا | 4 يوليو 1847 - 3 يوليو 1848   | سنة واحدة     |
|       | 30         | ويسكونسن | 4 يوليو 1848 - 3 يوليو 1848   | 3 سنوات       |
|       | 31         | كاليفورنيا | 4 يوليو 1851 - 3 يوليو 1858   | 7 سنوات       |
|       | 32         | مينيسوتا | 4 يوليو 1858 - 3 يوليو 1859   | سنة واحدة     |
|       | 33         | أوريغون | 4 يوليو 1859 - 3 يوليو 1861   | سنتين         |
|       | 34         | كانساس | 4 يوليو 1861 - 3 يوليو 1863   | سنتين         |
|       | 35         | فيرجينيا الغربية | 4 يوليو 1863 - 3 يوليو 1865   | سنتين         |
|       | 36         | نيفادا | 4 يوليو 1865 - 3 يوليو 1867   | سنتين         |
|       | 37         | نبراسكا | 4 يوليو 1867 - 3 يوليو 1877   | 10 سنوات      |
|       | 38         | كولورادو | 4 يوليو 1877 - 3 يوليو 1890   | 13 سنة        |
|       | 43         | أيداهو - مونتانا - داكوتا الشمالية - داكوتا الجنوبية - واشنطن | 4 يوليو 1890 - 3 يوليو 1891   | سنة واحدة     |
|       | 44         | وايومينغ | 4 يوليو 1891 - 3 يوليو 1896   | 5 سنوات       |
|       | 45         | يوتا | 4 يوليو 1896 - 3 يوليو 1896   | 12 سنة        |
|       | 46         | أوكلاهوما | 4 يوليو 1908 - 3 يوليو 1912   | 4 سنوات       |
|       | 48         | أريزونا - نيو مكسيكو | 4 يوليو 1912 - 3 يوليو 1959   | 47 سنوات      |
|       | 49         | ألاسكا | 4 يوليو 1959 - 3 يوليو 1960   | سنة واحدة     |
|       | 50         | هاواي | 4 يوليو 1960 - حتى الآن       | 62 سنة        |

### مستقبل العلم
هنالك احتمال إضافة بورتو ريكو أو الجزر العذراء الأمريكية أو غوام إلى الإتحادرغماً عن أن بورتو ريكو أو الجزر العذراء الأمريكية أو غوام تابعة للولايات المتحدة الأمريكية والرئيس العام هو رئيس الولايات المتحدة ولكنهم ليسوا ولايات رسمياً. والتصاميم أدناه هي تصاميم مقترحة ومحتملة. ومن هذه التصاميم:

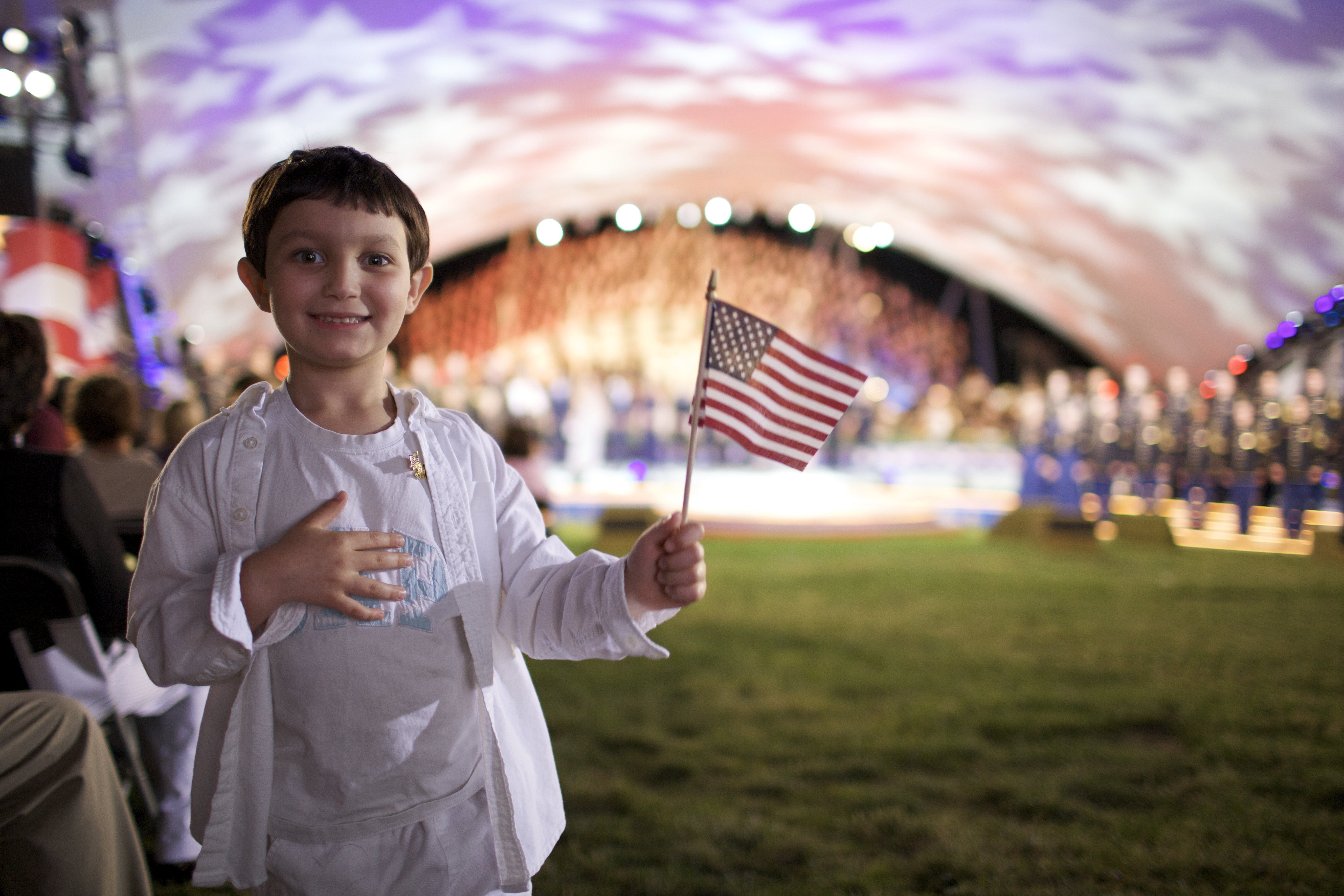
صبي يحمل علم الولايات المتحدة.

العلم ذو 51 نجمة:

## أعلام مشابهة

علم ماليزيا
علم ليبيريا
علم السلفادور السابق بين أعوام 1875-1898 و1898-1912